# Bashgyugh
Bashgyugh (en arménien Բաշգյուղ) est une communauté rurale du marz de Shirak en Arménie. En 2008, elle compte 56 habitants.